# Hnæf
Hnæf (morto forse nel 450), figlio di Hoc, fu un principe danese menzionato nel Beowulf e nel Frammento di Finnsburg Secondo il Widsith regnò sugli Hocing. Era fratello di Hildeburh, moglie di Finn che regnò sui frisoni e fu ucciso durante una spedizione danese in territorio frisone. 